# إدوارد رايت (عالم رياضيات)
إدوارد رايت (عمد 8 أكتوبر 1561 ، توفي نوفمبر 1615) كان عالم رياضيات إنجليزي الأصل وأشار خبير الخرائط ل كتابه أخطاء Certaine في الملاحة (1599 ؛ 2ND الطبعة، 1610) ، والتي  لأول مرة شرح الأساس الرياضي ل إسقاط مركاتور . و الذي بينه في  الجدول المرجعي لإعطاء عامل مقياس الضرب الخطي بوصفها وظيفة من العرض، وتحسب لكل دقيقة قوسية ما يصل إلى خط عرض 75 درجة . كان هذا في الواقع جدول قيم وجزءا لا يتجزأ من وظيفة القاطع، وكانت الخطوة الأساسية اللازمة لجعل عملية صنع واستخدام الخرائط الملاحية من مركاتور كلاهم .
ولد رايت في Garveston وتلقى تعليمه في جونفيل وكيوس، كمبريدج، حيث أصبح زميل من 1587 إلى 1596. وفي 1589 أعطي منحة من الكلية لمغادرة البلاد بعدما قامت إليزابيث الأولى بطلبه  لإجراء دراسات الملاحية مع حملة مداهمة نظمتها إيرل من كمبرلاند إلى جزر الأزور لالتقاط جاليون الاسبانيون . كان موضوع أول خريطة ان يكون مستعدا لمسار الحملة وفقا ل إسقاط رايت، الذي نشر في أخطاء Certaine في 1599. وفي العام نفسه، تم إنشاؤها رايت ونشرت أول خريطة العالم المنتجة في إنجلترا وأول من استخدم الإسقاط مركاتور منذ جيراردوس مركاتور الأصلية  خريطة 1569  .